# 正田倫顕
正田 倫顕（しょうだ ともあき、1977年-）は日本のゴッホ研究者、美術思想研究者。尚絅学院大学准教授。

## 人物・経歴
東京大学教養学部卒業。
立教大学大学院キリスト教学研究科博士後期課程満期退学。
ベルギー・ルーヴァン大学に留学。ヨーロッパにおいて、ゴッホに関するフィールドワークに従事。ゴッホの暮らした土地、描いた場所、関連美術館などを隈なく調査する。
女子美術大学、NHK 文化センター青山教室、朝日カルチャーセンター新宿教室などで、ゴッホに関する講演多数。国際シンポジウム「ポスト印象派から後世代に継承されたユートピアの表象」（日仏美術学会主催、2021年11月27-28日）登壇。

## 著作
- 『ゴッホと〈聖なるもの〉』Kindle、2016年。
- 『BULLFIGHTING』Kindle、2017年。
- 『ゴッホと〈聖なるもの〉』新教出版社、2017年[3]。
- 「イエスのように生きる情熱を絵に」、『クリスチャントゥデイ』、2017年。
- 『ゴッホと〈聖なるもの〉 図版集』 Kindle、2018年。
- 「『ゴッホ展　巡りゆく日本の夢』に寄せて」、『中外日報』第28374号、2018年、7面。
- 「ゴッホとキリスト教」、『時空旅人別冊 キリスト教と聖書でたどる世界の名画』 三栄書房、2019年、92-105頁。
- 「アルル時代の7点の『ひまわり』」、『日経トレンディ増刊 日経おとなのOFF 2020年絶対に見逃せない美術展』日経BP、2019年、20-24頁。
- 「ゴッホの《ひまわり》――パリ編（上）」、『図書』8月号、岩波書店、2020年、32-37頁[4]。
- 「ゴッホの《ひまわり》――パリ編（下）」、『図書』9月号、岩波書店、2020年、36-41頁[5]。
- 「ゴッホに魅せられて」、『渡良瀬通信』12月号、2020年、20-22頁[6]。
- 「尽きせぬゴッホの魅力」、『フワリ』春･夏号、2021年、2-3頁。
- 「ゴッホの《ひまわり》――アルル編（上）」、『たねをまく』岩波書店、2021年[7]。
- 「ゴッホの『イエス』と『太陽』」、『時空旅人別冊 孤高の画家ゴッホ―クレラー＝ミュラー美術館所蔵品でたどる』三栄書房、2021年、76-79頁。
- 「ゴッホの切断された耳」、『美術の窓』2021年10月号、生活の友社、2021年、14-15頁。
- 「クレラー＝ミュラー美術館探訪」、『美術の窓』2021年10月号、生活の友社、2021年、120-122頁。
- 「ゴッホの《ひまわり》――アルル編（中）」、『たねをまく』岩波書店、2021年[8]。
- 「ゴッホの《ひまわり》――アルル編（下）」、『たねをまく』岩波書店、2021年[9]。
- 「ゴッホの人生と芸術」、『小学図書館ニュース』第1287号、少年写真新聞社、2023年。
- 「『ひまわり』と東北」、『河北新報』朝刊、河北新報社、2023年6月17日、19面。
- 『ゴッホの宇宙』教文館、2025年。

## 所属学会
- 美術史学会
- 日本宗教学会
- 日仏美術学会
- 日本基督教学会
- 日本ベルギー学会
- ベルギー研究会